# Funeral Dress
Funeral Dress est un groupe belge de punk rock.

## Histoire
Funeral Dress est formé en 1985 dans l'espoir de faire revivre la scène de punk rock moribonde en Belgique,. Le fondateur Dirk Peters vivait près d'une entreprise de pompes funèbres, ce qui lui inspire le nom du groupe. En 1987, une première démo de cinq chansons est publiée : Army Life. Le groupe joue de plus en plus de concerts et gagne des adeptes. En 1990, ils sortent leur premier album, Free Beer for the Punx, qui comprend des chansons comme Sex, Drugs and Rock'n Roll, The Pogo Never Stops et I'm in Love with Oi. Dans les années 1990, ils donnent des concerts de plus en plus importants et jouent avec des groupes comme GBH, The Exploited, Sham 69, X Ray Spex, et bien d'autres. Leur deuxième album Songs about Sex, Beer and Punk Rock sort. En 1997, ils partent pour la première fois en tournée aux États-Unis. En 2000, un troisième album voit le jour, Party Political Bullshit. En 2001, le groupe sort l'album studio A Way of Life, suivi de nombreux concerts en Europe et d'une troisième tournée américaine en 2002.
Plusieurs nouveaux membres ont rejoint le groupe à la fin de l'année 2002. La nouvelle combinaison s'est avérée efficace et le premier single Party On reste 18 semaines dans les charts en Belgique. Cet événement leur permet de se produire en Belgique, en Europe, en Russie et aux États-Unis. Ils se sont produits sur scène avec Simple Minds et Deep Purple. Party On figure dans le homegrown 100 de Studio Brussels, entre autres, et dans le top 100 radio Belpop1. Le groupe, remanié à partir de 2002, réalise plusieurs autres albums et apparait dans trois films : Ex Drummer (2007), Punk's Not Dead (2007) et Bowling Balls (2014). Ils joueront dans de grands festivals tels que Pukkelpop, Groezrock, Market Rock, Rebellion (Blackpool) et Punk Rock Bowling (Las Vegas).
En 2010, leur 25e anniversaire est célébré à l'AB avec The Kids et Belgian Asociality. En 2015, le groupe célèbre son 30e anniversaire avec sa propre bière, Party On.
En 2021, le groupe se produit à l'Alcatraz Metal Fest. Après presque 10 ans, Funeral Dress retourne en studio et le premier single sortira en mars 2022. En outre, en 2022, Funeral Dress sera la tête d'affiche du CY fest à Los Angeles et jouera le plus grand festival punk du Royaume-Uni pour la 15e fois. Leur nouvel album sortira en 2023.

## Discographie
- 1990 : Free Beer For the Punx (Funeral Records)
- 1994 : Songs 'Bout Sex and Beer and Punkrock (Funeral Records)
- 1995 : I'm In Love With OI! (Mad Butcher Records)
- 1996 : Singalong Pogo Punk (Nasty Vinyl)
- 1998 : Totally Dressed (Step-1 Music)
- 1999 : Punk, Live and Loud![6] (We Bite Records)
- 2000 : Party Political Bullshit (CD, SOS Records)
- 2001 : A Way of Life (CD, SOS Records)
- 2001 : Down Under (CDsingle)
- 2003 : Party On (CDsingle)
- 2004 : Come On Follow (SOS Records)
- 2005 : Freedom and Liberty (CD single, Fun-Rec)
- 2006 : Hello from the Underground (SOS Records)
- 2009 : Global Warning (Fun-Rec)
- 2013 : The Sirens Wail (EP, Contra Records)